# Bernhard Hubert Rülander

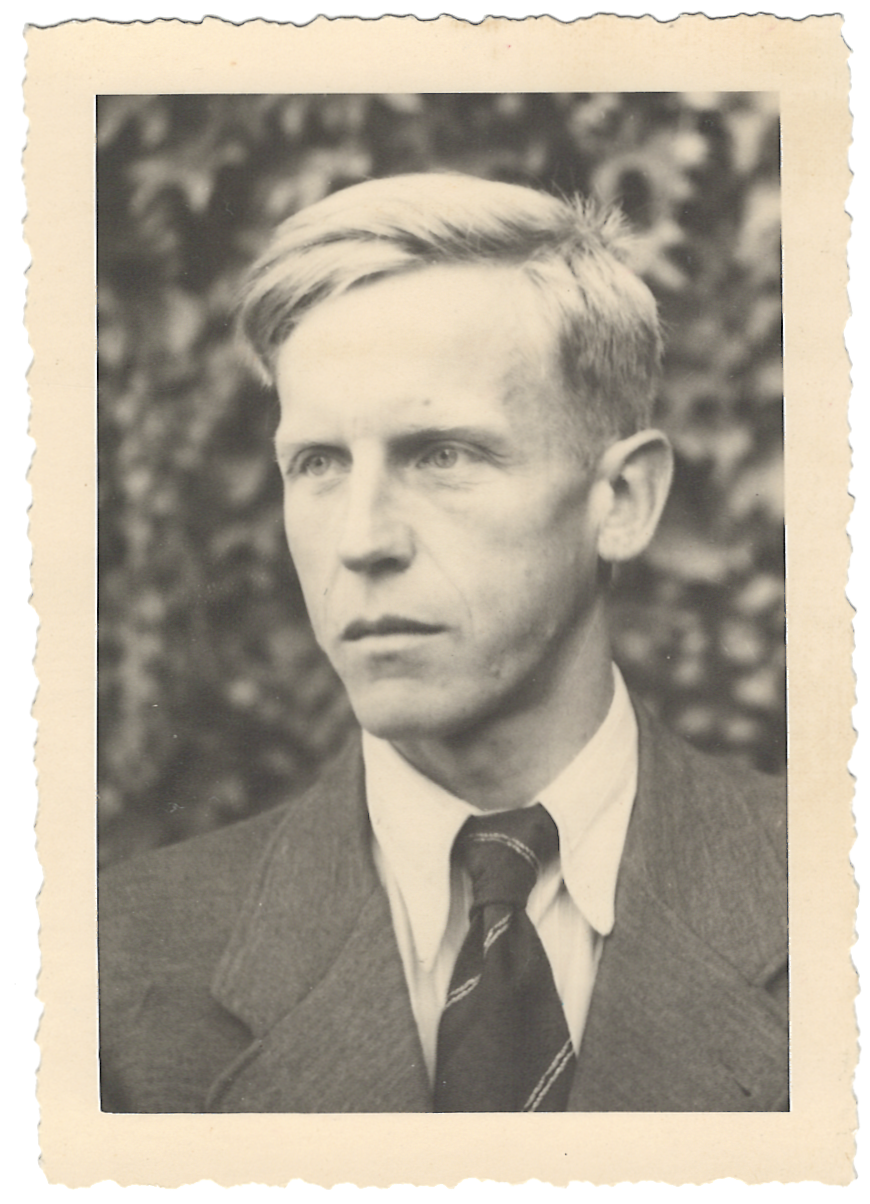
Porträt Bernhard Hubert Rülander ca. 1946

Bernhard Hubert Rülander (* 19. Dezember 1908 in Vegesack, Bremen; † 23. Oktober 1997 in Arnsberg) war der einzige Student der Universität Münster, der sich am 23. November 1933 der dort vollzogenen Zwangsmaßnahme zur Eingliederung der Studentenschaft in die SA widersetzte.

## Lebensweg vor 1933
Bernhard Rülander war das siebte von elf Kindern des Kaufmanns Hyacinth Rülander und seiner Frau Marie Henriette Dorothea geb. Schenkberg. Er begann sein Studium der Mathematik, der Physik und der Leibesübungen im Jahr 1930 an der Universität Münster. Sein Ziel war es, das philologische Staatsexamen abzulegen und Studienrat zu werden. Er war der einzige seiner Geschwister, der eine Hochschule besuchte.
Rülander war seit seiner Jugend begeisterter Leichtathlet und betätigte sich viele Jahre als Fünf- und Zehnkampfsportler. An der Universität Münster trat er in die katholische Akademische Deutsche Jugendkraft Münster (Ortsverband des DJK) ein. Hier lernte er deren Mitgründer und Vorsitzenden Franz Ballhorn kennen. Im Sommersemester 1933 übernahm Rülander das Amt des stellvertretenden Vorsitzenden, das er noch im Wintersemester 1933/34 ausübte.

## Biografische Darstellung der Ereignisse
Am 15. November 1933 wurde am Schwarzen Brett der Universität Münster folgender Befehl angeschlagen:
„Am Donnerstag des 23. dieses Monats, findet voraussichtlich nachmittags auf dem Sportplatz der Universität die Übernahme der gesamten Dozenten- und Studentenschaft in die SA statt.“
Die angekündigte Eingliederung war Teil eines Maßnahmenpakets der NSDAP zur Umsetzung von § 2 des „Gesetzes über die Bildung von Studentenschaften an wissenschaftlichen Hochschulen“. Demnach hatte die Studentenschaftsführung die Aufgabe „mitzuwirken, dass die Studenten Pflichten gegen Volk, Staat und Hochschule erfüllen.“ In Münster hatte dies u. a. die Eingliederung der Studenten in die SA zur Folge.
Wie angekündigt wurde die Maßnahme am 23. November 1933 durchgeführt. Rülander war an diesem Tag der einzige Student der Universität Münster, der sich weigerte den SA-Verpflichtungsschein zu unterzeichnen. Vielmehr erklärte er, er sei nur bereit zu unterschreiben, wenn man ihm bescheinige, dass er dazu gezwungen sei. Diese Weigerung zog eine Reihe von Maßnahmen mit sich, die schließlich damit endeten, dass Rülander am 29. Januar 1934 wegen „antinationaler Betätigung“ vom Studium an der Universität Münster und an jeder weiteren deutschen Hochschule ausgeschlossen wurde.
Rülander selbst beschreibt die Ereignisse später detailliert: „Als erstes schloß man mich aus der Studentenschaft aus und verbot mir das Betreten der Mensa. Dann drohte die Studenten-SA mir, mich aus den Hörsälen hinauszuprügeln, wenn ich es wagen sollte, weiterhin die Vorlesungen zu besuchen. Als diese Drohung nichts fruchtete, veranlaßte man den damaligen Rektor der Universität Münster, Herrn Professor Dr. Mandrup, mich von Studium auszuschließen. Mein Ausschluß vom Studium wurde in einem SA-Befehl als abschreckendes Beispiel bekannt gegeben. Ich mußte Münster damals wegen persönlicher Gefährdung verlassen.“

## Lebensweg nach 1945
1946, kurz nach dem Zweiten Weltkrieg, wollte Rülander sein Studium an der Universität Münster wiederaufnehmen. Die Immatrikulation gelang ihm jedoch nur mit Hilfe eines Anwalts unter „unendlichen Schwierigkeiten“. Zum Wintersemester 1946/47 durfte er sein Studium dann fortsetzen. Inzwischen war Rülander im 38. Lebensjahr, verheiratet und Familienvater. Die Familie war zum Ende des Kriegs aus Hirschberg (Schlesien) geflohen und wohnte als Flüchtlingsfamilie in Schladen. Um sein Studium durchführen zu können, lebte Rülander unterhalb der Woche von seiner Familie getrennt und nahm finanzielle Entbehrungen in Kauf. Das Leben der Studierenden in dem zerbombten Münster war in den Jahren nach dem Krieg von einem vorherrschenden Mangel an Lebensmittel, Bekleidung und Unterkünften geprägt. Rülander selbst musste als Student am Aufbau des Fürstbischöflichen Schloss Münster mitarbeiten.
Am 1. März 1951 legte Rülander die Wissenschaftliche Prüfung für das Lehramt ab. Aufgrund seines Alters wurde er nur mit Ausnahmegenehmigung zum Referendariat zugelassen. Am 27. Februar 1953 bestand er die Pädagogische Prüfung und arbeitete anschließend als Studienassessor am Staatlichen Gymnasium Paulinum in Münster. 1955 wurde er, 46-jährig, am Gymnasium Laurentianum in Arnsberg zum Studienrat ernannt.

## Bemühung um Wiedergutmachung
Obwohl Bernhard Rülander seine beruflichen Ziele somit erreicht hatte, wurde er das Gefühl, ungerecht behandelt worden zu sein, Zeit seines Lebens nicht los. Jahrelang setzte er sich mit Behörden auseinander und stritt für eine angemessene Wiedergutmachung. Bereits als Studienreferendar schrieb er:
„Die Studenten, die sich damals nicht geweigert haben und ihr Examen machten, sind heute in gesicherter Stellung als Studienrat, Rechtsanwalt, Arzt (…) Ich besitze noch nicht einmal ein eigenes Bett.“
Doch sein Antrag wurde am 8. Dezember 1953 als „unbegründet“ abgewiesen „da der Antragsteller im Zeitpunkt der von ihm angeführten Schädigung kein Angehöriger des öffentlichen Dienstes war.“
Bernhard Rülanders Bemühungen um finanzielle Wiedergutmachung zogen sich bis in das Jahr 1971. Der kräftezehrende bürokratische Prozess ist in seiner Entschädigungsakte im Landesarchiv Niedersachsen auf über 600 Schriftstücken dokumentiert. Rülander erhielt schließlich die von ihm geforderte Summe. Doch die jahrelangen Anstrengungen hinterließen Spuren. Die schlussendliche Entschädigung brachte nicht das Gefühl der Anerkennung. Das an ihm verübte Unrecht wollte ihn nicht loslassen. Noch im Alter von 80 Jahren wandte sich Rülander 1988 an den Petitionsausschuss des Landtags Nordrhein-Westfalen. Er schrieb u. a.:
„Wenn ich bedenke, in welchem Ausmaß ehemalige Nazis und Mitläufer sich gegenseitig gefördert bzw. Fürsorge und Förderung anderweitig erfahren haben (...), und hinzunehme, was ich alles bis jetzt habe hinnehmen müssen, dann kann ich die Zeit nach 1945 im Vergleich dazu nur als zweite Verfolgung empfinden.“
Doch der Ausschuss wies seine Petition wiederum als unbegründet zurück.

## Tod und Anerkennung
Bernhard Rülander starb am 23. Oktober 1997 in Arnsberg. Eine echte Anerkennung des an ihm verübten Unrechts hatte er nach seinem Empfinden nie erfahren.
Die Universität Münster erklärte seine im Jahr 1934 erfolgte Exmatrikulation im Jahr 2000 für nichtig und entschuldigte sich bei den Opfern der nationalsozialistischen Gewaltherrschaft.